# Lamourouxia ovata
Lamourouxia ovata là loài thực vật có hoa thuộc họ Cỏ chổi. Loài này được M. Martens & Galeotti mô tả khoa học đầu tiên năm 1845.